# Línea 22E (Paraná)
Línea 22E es un servicio dependiente de la línea 22 de transporte urbano de pasajeros de la ciudad de Paraná, Argentina. El servicio es operado por Buses Parana U.T.E. (ERSA Urbano/Transporte Mariano Moreno S.R.L.). Esta línea pertenece al Grupo Metropolitano.
Anteriormente el servicio era reconocido como un ramal de la línea 22. En 2018 comenzó a llamarse "Línea Acceso Norte", pero aún utilizaba unidades de la línea 22. Dejó de funcionar a finales de marzo de 2020 por falta de pasajeros debido a la Pandemia de COVID-19. El 22 de febrero de 2021 retornó el servicio con algunos cambios en la grilla horaria. A partir del 1 de abril de 2021, esta línea pasó a operar bajo el nombre de Línea 22E.

## Recorridos

### Ramal Único:Sauce Montrull-Colonia Avellaneda-Casa de Gobierno
Ida: Desde Sauce Montrull, Ruta Nac. 12, (ingreso a Colonia Avellaneda) Av. Entre Ríos, Ciudad de Chajarí, Av. Montorfano, Av. Carlos Patat, Av. Teniente Giménez, Miguel Yáñez Martín, Convención Constituyente, Av. Carlos Patat, Av. Montorfano, Ciudad de Chajarí, Av. Entre Ríos, Ruta Nac. 12, Autopista Acceso Norte Rep. de Entre Ríos, (ingreso a Paraná) Av. Circunvalación José Hernández, Av. Alte. Brown, Av. Francisco Ramírez, La Paz, Laprida hasta Santa Fe.
Vuelta: Desde Laprida y Santa Fe, Santa Fe, Av. Alameda de la Federación, Gardel, Colón, Av. Francisco Ramírez, Av. Alte Brown, Av. Circunvalación José Hernández, Autopista Acceso Norte Rep. de Entre Ríos,  (salida de Paraná) Ruta Nac. 12, (ingreso a Colonia Avellaneda)  Av. Entre Ríos, Ciudad de Chajarí, Av. Montorfano, Av. Carlos Patat, Convención Constituyente, Miguel Yáñez Martín, Av. Teniente Giménez, Av. Carlos Patat, Av. Montorfano, Ciudad de Chajarí Av. Entre Ríos, Ruta Nac. 12 hasta Sauce Montrull.
- Longitud: 55,3km

### Flota
A septiembre de 2023, solo una unidad cubre el recorrido, el coche titular es:
- Interno 5258: Carrocería Nuovobus, Chasis/Motor Mercedes-Benz O500U (Piso Semibajo).

## Puntos de Interés dentro del recorrido
- Sauce Montrull
  - Autódromo Ciudad de Paraná
  - Ruta Nacional 12 y Acceso Norte a la ciudad de Paraná
- Colonia Avellaneda
  - Barrio La Loma
  - Municipalidad
  - Centro de Salud
  - Comisaría
  - Plaza San Martín
  - Barrio 200 Viviendas (Viejas y nuevas)
  - Barrio 400 Viviendas (Viejas y nuevas)
  - Centro de distribución de cadena de Supermercados Día
- Paraná
  - Parque Jardín Botánico
  - Au. Acceso Norte República de Entre Ríos y Av. Gdor. Maya
  - YPF Parador del Paraná
  - Supermercado Changomás
  - Hospital Materno Infantil San Roque
  - Plaza Alvear
  - Casa de Gobierno

## Paradas
- - Mismo recorrido y paradas que la línea 22 (Col. Avellaneda por Acceso Norte) en ejido de Paraná y zona Ruta Nac. 168 "República de Entre Ríos".

IDA:
- 01 - Ruta Nacional 12 y Dr. Luis Federico Leloir - Sauce Montrull
- 02 - Ruta Nacional 12 y Las Azaleas
- 03 - Ruta Nacional 12 y Río Guayquiraró
- 04 - Ruta Nacional 12 y Los Paraísos (Autódromo Ciudad de Paraná / Sanatorio Palas)
- 05 - Ruta Nacional 12 pasando La Fraternidad
- 06 - Avda. Gral. Francisco Ramírez y Teniente Giménez (ingreso a COLONIA AVELLANEDA)
- 07 - Teniente Giménez y Malvinas
- 08 - Teniente Giménez y Pte. Perón
- 09 - Teniente Giménez y Miguel Yáñez Martín
- 10 - Miguel Yáñez Martín y René Favaloro
- 11 - Miguel Yáñez Martín y Convención Constituyente
- 12 - Convención Constituyente y Santos Tala
- 13 - Convención Constituyente e Irigoyen
- 14 - Convención Constituyente y Avda. Gral. Francisco Ramírez
- 15 - Avda. Gral. Francisco Ramírez y René Favaloro
- 16 - Avda. Gral. Francisco Ramírez y Mariano Moreno
- 17 - Avda. Montorfano y Concordia
- 18 - Avda. Montorfano y La Paz
- 19 - Avda. Montorfano y Victoria
- 20 - Avda. Montorfano y Gualeguay
- 21 - Chajarí y Avda. Entre Ríos
- 22 - Ruta Nacional 12 y Los Horneros
- 23 - Ruta Nacional 168 y Avda. Gral. Francisco Ramírez  (salida de COLONIA AVELLANEDA)
- 24 - Ruta Nacional 168 y José Ubach y Roca (Parque Botánico "Leandro N. Além")
- 25 - Ruta Nacional 168 y Gdor. Maya
- 26 - Ruta Nacional 168 y Pedro Londero
- 27 - Ruta Nacional 168 y Jorge Luis Borges
- 28 - Ruta Nacional 168 y Monseñor Bazán y Bustos
- 29 - Ruta Nacional 168 y Gdor. López Jordan
- 30 - Avda. Circunvalación José Hernández y Avda. Don Bosco
- 31 - Almte. Brown y Colectora Oeste Avda. Circunvalación José Hernández
- 32 - Almte. Brown y Provincia de Entre Ríos
- 33 - Almte. Brown e Islas del Ibicuy
- 34 - Almte. Brown y Gdor. Manuel Crespo
- 35 - Almte. Brown entre Agustín Montaño y Maestro Normal
- 36 - Almte. Brown y Roque Sáenz Peña
- 37 - Almte. Brown entre Benjamín Gorostiaga y José Rondeau
- 38 - Almte. Brown entre Juncal y Díaz Vélez
- 39 - Almte. Brown y Ayacucho
- 40 - Almte. Brown y Grito de Asencio
- 41 - Almte. Brown y 3 de Febrero
- 42 - Almte. Brown y Francisco Soler
- 43 - Almte. Brown entre Avda. Francisco Ramírez y Brasil
- 44 - Avda. Francisco Ramírez y Andrés Pazos
- 45 - Avda. Francisco Ramírez y Cnel. Dupuy
- 46 - La Paz entre Santa Cruz y Avda. Francisco Ramírez
- 47 - La Paz y La Rioja (Hospital Infantil "San Roque")
- 48 - La Paz y San Juan
- 49 - N. Laprida entre Buenos Aires y Peatonal Gral. San Martín (Plaza Alvear)
- 50 - Santa Fe entre Méjico y N. Laprida - Casa de Gobierno / Tribunales (Paraná)

VUELTA:
- 01 - Santa Fe entre Méjico y N. Laprida (Casa de Gobierno / Tribunales)
- 02 - Colón entre Buenos Aires y Peatonal Gral. San Martín (Plaza Alvear)
- 03 - Colón y San Juan
- 04 - Colón y La Rioja (Hospital Infantil "San Roque" - 100mts.)
- 05 - Colón y Santa Cruz
- 06 - Avda. Francisco Ramírez entre Rosario del Tala y Uruguay (Colegio "Don Bosco")
- 07 - Avda. Francisco Ramírez y Gral. Urquiza
- 08 - Almte. Brown y Fray Mamerto Esquiú
- 09 - Almte. Brown y Sudamérica
- 10 - Almte. Brown y Grito de Asencio
- 11 - Almte. Brown y Estanislao Zeballos
- 12 - Almte. Brown y Díaz Vélez
- 13 - Almte. Brown y José Rondeau
- 14 - Almte. Brown y Roque Sáenz Peña
- 15 - Almte. Brown y Facundo Quiroga
- 16 - Almte. Brown y Departamento Federal
- 17 - Almte. Brown y Provincia de Entre Ríos
- 18 - Almte. Brown y Colectora Oeste Avda. Circunvalación José Hernández
- 19 - Avda. Circunvalación José Hernández y Avda. Don Bosco
- 20 - Ruta Nacional 168 y Mongrovejo
- 21 - Ruta Nacional 168 y Jorge Luis Borges
- 22 - Ruta Nacional 168 y Pedro Londero
- 23 - Ruta Nacional 168 y Gdor. Maya
- 24 - Ruta Nacional 168 y José Ubach y Roca (Parque Botánico "Leandro N. Além")
- 25 - Ruta Nacional 168 y Avda. Gral. Francisco Ramírez (ingreso a COLONIA AVELLANEDA)
- 26 - Avda. Gral. Francisco Ramírez y Convención Constituyente
- 27 - Convención Constituyente y Domingo Faustino Sarmiento
- 28 - Convención Constituyente y Santos Tala
- 29 - Convención Constituyente y Miguel Yáñez Martín
- 30 - Miguel Yáñez Martín y René Favaloro
- 31 - Miguel Yáñez Martín y Teniente Giménez
- 32 - Teniente Giménez y Pte. Perón
- 33 - Teniente Giménez y Malvinas
- 34 - Teniente Giménez y Avda. Gral. Francisco Ramírez
- 35 - Avda. Gral. Francisco Ramírez y Avda. Montorfano
- 36 - Avda. Montorfano y Concordia
- 37 - Avda. Montorfano y La Paz
- 38 - Avda. Montorfano y Victoria
- 39 - Avda. Montorfano y Gualeguay
- 40 - Chajarí y Avda. Entre Ríos
- 41 - Ruta Nacional 12 y Los Horneros
- 42 - Ruta Nacional 12 y La Fraternidad
- 43 - Ruta Nacional 12 y Los Cedros (Autódromo Ciudad de Paraná / Sanatorio Palas)
- 44 - Ruta Nacional 12 y Río Guayquiraró
- 45 - Ruta Nacional 12 y Las Azaleas
- 46 - Dr. Luis Federico Leloir entre Ruta Nacional 12 y Epifanio Martínez - Sauce Montrull